# Limiti (singolo)
Limiti è un singolo della cantautrice italiana Chiamamifaro, pubblicato il 22 giugno 2021 come quinto estratto dal primo EP Macchie.

## Descrizione
Il brano, scritto dalla stessa cantautrice con Alessandro Belotti e Riccardo Zanotti, è prodotto da quest'ultimo.

## Tracce
Testi e musiche di Angelica Cristina Gori, Alessandro Belotti e Riccardo Zanotti.
1. Limiti – 3:10